# The Greatest Love of All
《The Greatest Love of All》是一首由麥可·梅瑟作曲、琳達·克里德作詞的歌曲，1977年被美國歌手及吉他手喬治·班森首唱。這首歌在節奏藍調榜上獲得了第二名的成績，也是愛麗斯塔唱片發行的第一首登上該榜單前十名的歌曲。1981年，莉亞·莎隆嘉在她的專輯《Tomorrow: Little Miss Lea Salonga, Vol. 2》中翻唱了這首歌。四年後，這首歌因為惠妮·休斯頓的翻唱而變得更加廣為人知，她的版本於1986年推出單曲後在美國、澳大利亞、加拿大的排行榜上奪冠。

## 喬治·班森版本
《The Greatest Love of All》的原始版本在1977年由喬治·班森錄製，並收錄在《拳王阿里 電影原聲帶》中。這首歌是特別為拳擊手穆罕默德·阿里傳記電影創作，並沒有收錄在喬治·班森的錄音室專輯裡，但在之後收錄在他的精選輯裡。這首歌在同年作為單曲發行並成為了一首熱門單曲，在節奏藍調榜上獲得了第二名的成績，成為愛麗斯塔唱片發行的第一首登上該榜單前十名的歌曲。在其它榜單上，這首單曲在美國和英國位列第22至27名之間，但並沒有在其它國家位列任何名次。但是，這首歌成為喬治·班森最成功的歌曲之一，他的一張精選輯的名字《The Greatest Hits of All》也得名於這首歌。

### 曲目
- 收錄在《拳王阿里 電影原聲帶（英语：The Greatest (1977 film)）》中的完整版的《The Greatest Love of All》時長5分32秒。單曲版本僅有3分29秒。

| 年份   | 碟面 | 歌曲                         | 時長                  | 演唱      | 創作                    | 監製      | 編曲                      | 專輯                    |
| ------ | ---- | ---------------------------- | --------------------- | --------- | ----------------------- | --------- | ------------------------- | ----------------------- |
| 1977年 | A面  | 《The Greatest Love of All》 | 3:29* （Edit single） | 喬治·班森 | 麥可·梅瑟、 琳達·克里德 | 麥可·梅瑟 | 李·霍爾德里奇、 麥可·梅瑟 | 《拳王阿里 電影原聲帶》 |
| 1977   | B面  | Ali's Theme                  | 5:18                  | 麥可·梅瑟 | 麥可·梅瑟               | 麥可·梅瑟 | 李·霍爾德里奇、 麥可·梅瑟 | 《拳王阿里 電影原聲帶》 |

### 榜單
| 年份   | 最高名次 | 最高名次     | 最高名次     | 最高名次 |
| 年份   | 美國     | 美國節奏藍調 | 美國成人當代 | 英國     |
| ------ | -------- | ------------ | ------------ | -------- |
| 1977年 | 24       | 2            | 22           | 27       |

## 惠妮·休斯頓版本
〈Greatest Love of All〉是惠妮·休斯頓在1985年2月發行的首張個人錄音室專輯《惠妮·休斯頓》（英語：Whitney Houston）中推出的第四首單曲，前三首推出的單曲分別為〈You Give Good Love〉（第3名）、〈Saving All My Love for You〉（第1名）和〈How Will I Know〉（第1名）。
Arista唱片公司的總裁克萊夫·戴維斯在簽下惠妮·休斯頓成為旗下藝人之後，為了要打造這塊質樸的瑰寶，他特地情商和自己私交甚篤的詞曲作者兼製作人麥可·梅瑟跨刀相助，麥可·梅瑟在聽過惠妮·休斯頓的嗓音後交出四首歌曲給唱片公司。總裁對於麥可·梅瑟所提交的四首歌曲當中的其中兩首不甚滿意，一首是〈Greatest Love of All〉，另一首則是〈Saving All My Love for You〉，他對於要由惠妮·休斯頓來演繹這兩首並不算是新歌的歌曲有意見，他認為第一首歌曲早在1978年就發行過，而且也不紅，而第二首歌曲的風格太過於老舊，不適合一個年僅廿出頭的新人。麥可·梅瑟告訴這位總裁老友，他堅持要保留這兩首歌曲，不然他就不接這個任務了，總裁在經過幾番思考過後，最終選擇相信自己老友專業的判斷和眼光，將這兩首歌曲收錄進惠妮·休斯頓的首張專輯中。
〈Greatest Love of All〉是專輯《惠妮·休斯頓》最先錄製完成的歌曲，不過即使這張專輯都已經發行，克萊夫·戴維斯都依舊沒打算推出這首單曲，僅看在他和麥可·梅瑟交情的份上，將它放在專輯首支主打單曲〈You Give Good Love〉的B面，在1985年2月份一起發行。只不過〈Greatest Love of All〉太受歌迷青睞，各大電台也紛紛強力放送這首歌曲，這首歌曲的點播率也高居不下。群眾的力量終於使得唱片公司在1986年3月14日推出了〈Greatest Love of All〉單曲，而這也是專輯《惠妮·休斯頓》當中最後一首發行的單曲。

### 商業成績
〈Greatest Love of All〉在1986年3月29日進入告示牌單曲榜，首週成績為第54名，經過將近兩個月的緩慢爬升後，在1986年5月17日摘下單曲榜的三週冠軍，成為惠妮·休斯頓第3首美國冠軍單曲。惜遇到了另一位樂壇天后瑪丹娜的〈Live to Tell〉強勢來襲，中斷了第四週冠軍的機會。〈Greatest Love of All〉在單曲榜一共待了20週之久，它在1986年告示牌年終單曲排名中，名列第11名。
〈Greatest Love of All〉在英國單曲榜的成績較美國差，僅獲得第8名。
在2012年惠妮·休斯頓驟逝之後，〈Greatest Love of All〉曾短暫回升告示牌單曲榜內，最高名次回到第36名。

## 資料來源
1. ↑  .   [2015-03-26]. （原始内容存档于2016-03-29）.
2. ↑  .   [2015-03-26]. （原始内容存档于2014-01-08）.
3. ↑  .   [2015-03-26]. （原始内容存档于2015-04-01）.
4. ↑  .   [2015-03-26]. （原始内容存档于2015-04-11）.
5. ↑  .   [2015-03-26]. （原始内容存档于2015-09-19）.
6. ↑  .   [2015-03-26]. （原始内容存档于2015-04-02）.